# Úmoří Severního moře

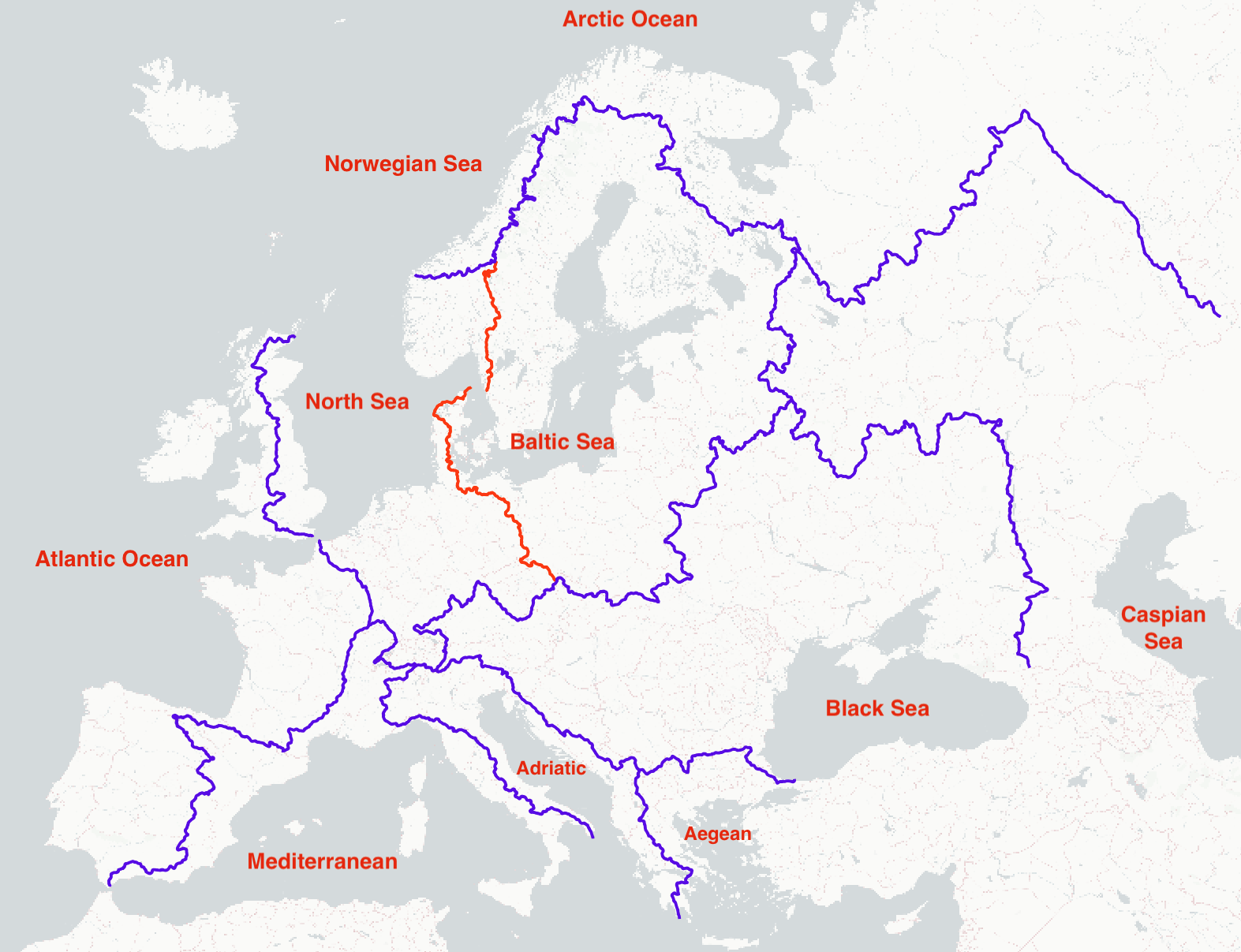
Úmoří Severního moře (označeno „North Sea“) v rámci Evropy

Úmoří Severního moře patří k hlavním úmořím v Evropě a je součástí úmoří Atlantského oceánu. Tvoří je oblast, ze které do Severního moře přitéká voda buď přímo nebo prostřednictvím jeho přítoků. Jeho hranici tvoří rozvodí se sousedními úmořími. Na jihu je to úmoří Středozemního moře a úmoří Černého moře, na západě úmoří Lamanšského průlivu, úmoří Keltského moře a úmoří Irského moře, na severu úmoří Norského moře a na východě úmoří Baltského moře resp. úmoří Kattegatu a úmoří Skagerraku. Nejvyšším bodem úmoří je s nadmořskou výškou 4274,0 m Finsteraarhorn v Bernských Alpách.

## Dílčí povodí
| povodí          | rozloha km² | státy                                                                                                   | nejvyšší bod   | nadm.výška m | odtékající řeka | průtok v ústí m³/s |
| --------------- | ----------- | --- | -------------- | ------------ | --------------- | ------------------ |
| Povodí Rýna     | 224 400     | Belgie · Francie · Itálie · Lichtenštejnsko · Lucembursko · Německo · Nizozemsko · Rakousko · Švýcarsko | Finsteraarhorn | 4274,0       | Rýn             | 2260,0             |
| Povodí Labe     | 144 055     | Česko · Německo · Polsko · Rakousko                                                                     | Sněžka         | 1603,3       | Labe            | 870,0              |
| Povodí Glommy   | 41 970      | Norsko · Švédsko                                                                                        | ...            | ...          | Glomma          | 705,0              |
| Povodí Vezery   | 41 094      | Německo                                                                                                 | …              | …            | Vezera          | 300,0              |
| Povodí Mázy     | 36 000      | Belgie · Francie · Lucembursko · Německo · Nizozemsko                                                   | …              | …            | Máza            | 400,0              |
| Povodí Šeldy    | 21 863      | Belgie · Francie · Nizozemsko                                                                           | …              | …            | Šelda           | 120,0              |
| Povodí Emže     | 17 934      | Německo                                                                                                 | …              | …            | Emže            | 80,0               |
| Povodí Drammenu | 17 111      | Norsko                                                                                                  | ...            | ...          | Drammen         | 314,4              |
| Povodí Temže    | 12 935      | Spojené království                                                                                      | …              | …            | Temže           | 65,8               |
| Povodí Ouse*    | 10 704      | Spojené království                                                                                      | ...            | ...          | Ouse            | 51,7               |
| Povodí Trentu*  | 10 435      | Spojené království                                                                                      | …              | …            | Trent           | 84,0               |

* – povodí Ouse a Trentu lze též brát dohromady jako povodí estuáru Humber.